# SBC东京医疗大学
了得寺大學是一所位在日本千葉縣的私立大學，創立於2000年，並於2006年完成申格。專門於護理學。隸屬於財團法人了德寺醫療委員會。

## 校名
被大多數人認為是遵從創辦人的名字。含意有下:
- 了解，領悟。
- 德，精神培養。優越人格培育。

另外， 位於京都右京區真宗大谷派的私立佛學院，和其寺廟與本大學並無關係。

## 學系
- 健康科學系
  - 物理治療學系
  - 復健訓練學系
  - 看護系

## 教職員
- 了德寺健二 ‐ 理事長，校長，復健教育學研究會會長
- 佐々木宏 ‐ 副校長・健康科學系學務長
- 山田利彦 ‐ 通識中心學務長
- 野口健 ‐ 通識中心客座教授
- 網屋信介 ‐ 通識中心客座教授